# Хохловка (Москва, юг)
Хохло́вка — бывшая деревня, известная с XVII века и располагавшаяся к югу от Москвы. В 1960 году эта территория была включена в состав Москвы при её расширении и сейчас входит в район Царицыно. Находилась неподалёку от кинотеатра Эльбрус, между улицами Каспийская, Кантемировская и Кавказским бульваром.

## История

### Хохловка в XVII—XVIII вв.
В начале XVII века эти земли находились в вотчине за боярином Лукьяном Степановичем Стрешневым, а после его смерти вотчина перешла к сыну Семёну Лукьяновичу Стрешневу. Очевидно, он и основал здесь будущую деревню Хохловку (первоначально Шубино). После его смерти в 1666 году наследницей вотчины стала его жена, к которой согласно описи переходило: 
…боярыне вдове Марье Алексеевне после мужа её … вотчина в Московском уезде села Коломенского … деревня Шубино на речке на Черногрязье, а в ней липовского полону три двора крестьянских, людей в них мужеска полу адиннатцать человек.
Первое название деревни, по-видимому, связано с находившимся неподалёку Шубинским оврагом и пустошью Шубино, а «Хохловка», вероятно, от поселённого здесь С. Л. Стрешневым «литовского полона» (плен), которых могли называть хохлами, в зависимости от места их переселения.
После смерти Марьи Алексеевны, жены Стрешнева, в 1673 году за отсутствием прямых наследников боярские владения Стрешневых поступили в Приказ Большого Дворца.

В писцовых книгах 1675—1678 гг. деревня описывается так: 
Деревня Петровка, Хохловка тож, на речке на Черногряске, а в ней три двора крестьянские, людей в них четырнатцать человек, под дворами и огороды усадные земли две десятины бес четверти десятины, животинного выпуску по обе стороны Коломенские дороги и подле пруда три десятины, пашни паханые худые земли десять четвертей в поле, а в дву потому ж, сенного покосу меж десятинной и крестьянской пашни по врагу и рощам десятина с третью десятиною, подле Черногряской речки ниже десетинные пашни до дороги, что ниже плотины, две десятины, да болота четверть десятины, да от плотины вверх подле Черногряского пруда ниже десетинные пашни до рубежа земли Спаса Новаго монастыря сенного покосу десетина бес трети, да по Шубенскому врагу пять десетин.
В 1682 году Черногрязская вотчина в составе который находилась Хохловка (Петровка), была отказана боярину И. Ф. Стрешневу «по родству», а затем перешла к его внуку князю Алексею Васильевичу Голицыну:
…в Московском уезде в Ратуеве - деревня Петровка, Хохловка и Шубина тож, на речке на Черногряске, три двора крестьянских, людей в них тринатцать человек…
При Голицыных был создан: «прудок на враге, плотина земляная дватцать сажен, сливу деревянного полторы сажени, а по скаске старосты Аксенка Дмитриева в том пруде рыба: караси, лини».

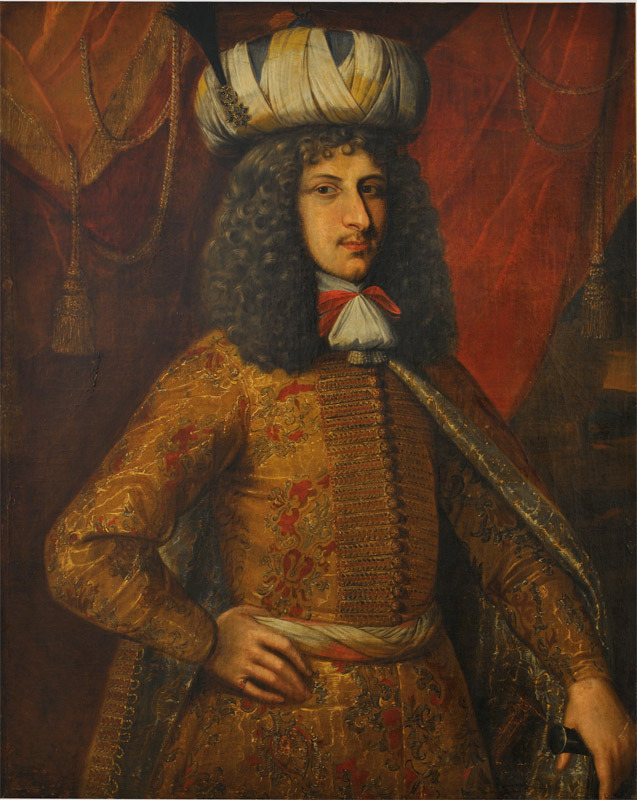
Дмитрий Кантемир

В 1712 году вотчина была отдана молдавскому господарю князю Дмитрию Кантемиру, а спустя 5 лет после его смерти, в 1728 году, имение было разделено: четверть получила вдова князя — Анастасия Ивановна (которой позже владел князь И. А. Трубецкой), а три четверти — наследник из его детей, которым окончательно в 1729 году стал его сын Константин. После смерти Константина деревня находилась во владении его брата Матвея, а в 1771 году, после го смерти, досталась князю Сергею Кантемиру. Деревня Хохловка располагалась на самом берегу Шипиловского пруда, из неё шла дорога через деревню Шадрово и далее к Москве.
После покупки в 1775 году Екатериной II у князя С. Д. Кантемира села Чёрная грязь с приписными деревнями и у князя И. А. Трубецкого его части в этих селениях, село Чёрная грязь переименовано в Царицыно и образовалась дворцовая Царицынская волость. В период активного развития Царицынской усадьбы в начале XIX века был расчищен пруд и в Шубине овраге, получивший название Хохловского.

### Хохловка в XIX веке
В 1812 году в деревне проживали 36 душ мужского пола, во владении которых находилось около 45 десятин земли.
Крестьяне сеяли рожь, овёс и в малых количествах картофель, а на плодородных заливных землях левого берега реки Москвы высаживали капусту. Местные почвы не могли обеспечить хороших урожаев и основой крестьянского хозяйства здесь стало садоводство, а близость к Москве делала выгодной продажу продукции. Исследователи того времени отмечают:
Особенно с успехом занимаются поселяне Царицынской волости разведением фруктовых садов и ягодных кустов... Торговля этими продуктами служит основой зажиточности и даже богатства многих крестьянских семейств.
В 1858 году Хохловка вместе со всей Царицынской волостью перешла из Дворцового в Удельное ведомство. В 1859 году в деревне было 27 дворов, 59 душ мужского пола, 75 душ женского пола.
Среди промыслов здесь отмечалось шитьё перчаток, изготовление гильз для папирос и канители. Лайковые перчатки шили из уже раскроенных заготовок, получаемых из Москвы, туда же отправляли и готовые изделия.
В 1866 году по окраине Хохловки прошла Курская железная дорога, а неподалёку появилась станция Царицыно, что способствовало превращению этих земель в популярное дачное место для москвичей. В 1876 году в Хохловке 8 домов сдавались под дачи. Крестьяне принадлежали к приходу Храма иконы Богородицы «Живоносный Источник» в Царицыно. Дети крестьян до 1875 года обучались в школе Удельного ведомства, а затем в Царицынском земском училище. В 1899 году в деревне проживали 185 жителей.

### Хохловка в XX веке
В начале XX века в деревне стала распространяться клубника, шедшая из сёл Борисово и Покровское, выгодная своим ранним поспеванием, зерновые культуры вытеснял картофель. Почти половину земельных владений крестьян составляли покосы.
Нехватка собственных рабочих рук при острой необходимости в них для срочных садовых работ заставляла 85 % хозяйств нанимать работников для обработки земли и при уборке урожая. 24 хозяйства в 1910 году содержали скот.
Застройка дачными посёлками земель Удельного ведомства по обеим сторонам Курской железной дороги и Царицынских прудов привели к образованию единой дачной местности под общим названием Царицыно, разделявшейся на отдельные части только прудами, речками и оврагами. В её составе оказалась и Хохловка. Здесь возник небольшой дачный посёлок. В 1910 году в каждом дворе были грамотные или учащиеся. В школу ходили 14 мальчиков из 17 дворов и 2 девочки из 6.
В 1927 году в деревне Хохловке Шайдоровского сельсовета были 53 хозяйства и 252 человека. В пользовании крестьян находилось 169 га земли. 62 % хозяйств имели лошадей и 49 % — коров. Хотя садоводству и был нанесён ощутимый урон, оно всё же сохранялось. Район был известен и популярен как дачный, поэтому 66 % хозяйств сдавали помещения в наём.
В 1929 году Ленинская (бывшая Царицынская) волость Московской губернии, в составе которой была Хохловка, в связи с образованием Московской области вошла в её Ленинский район.
В 1930-х гг. в деревне был создан колхоз им. Калинина. Вскоре Хохловка практически слилась с близлежащим посёлком Ленино и другими населённым пунктами.

### В составе Москвы
В 1960 году деревня вошла в состав Москвы при её расширении. Близлежащая территория была отнесена к Москворецкому району Москвы. После 1969 года территория отошла к Советскому району.
После административной реформы 1991 года территория, где ранее располагалась деревня, вошла в район «Царицыно».